# Lukáš Pauschek
Lukáš Pauschek (Bratislava, 9 dicembre 1992) è un calciatore slovacco, difensore dello Slovan Bratislava.

## Carriera

### Club
Ha giocato nella prima divisione slovacca ed in quella ceca.

### Nazionale
Ha giocato nella nazionale slovacca Under-21.
Tra il 2012 ed il 2021 ha giocato complessivamente 6 partite nella nazionale maggiore slovacca.

## Palmarès

### Club

#### Competizioni nazionali
- Campionato slovacco: 6

Slovan Bratislava: 2010-2011, 2020-2021, 2021-2022, 2022-2023, 2023-2024, 2024-2025
- Coppa della Repubblica Ceca: 2

Sparta Praga: 2013-2014
Mlada Boleslav: 2015-2016
- Coppa di Slovacchia: 1

Slovan Bratislava: 2020-2021